# Park 750-lecia Goleniowa

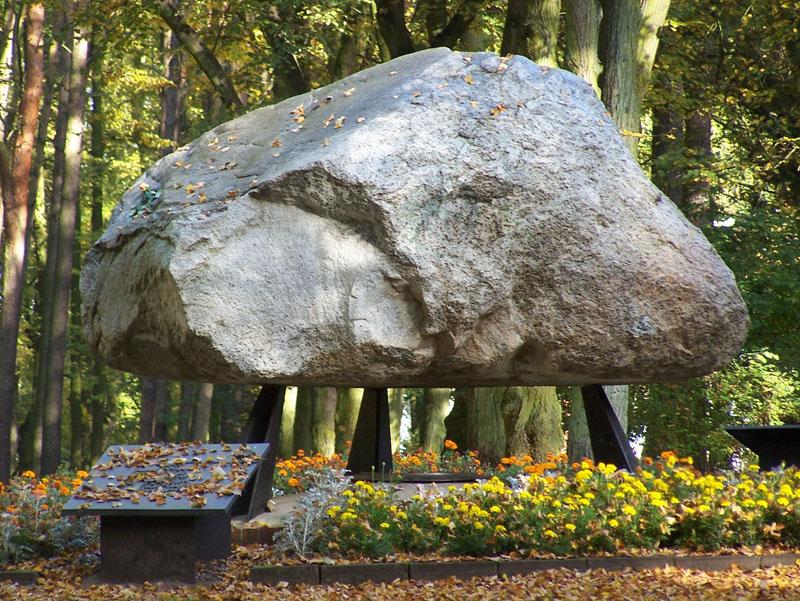
Kamień pamięci

Park 750-lecia Goleniowa, największy miejski park, położony w lewobrzeżnej części miasta, przy ul. Szczecińskiej i C.K. Norwida. Dawny niemiecki i żydowski cmentarz, zachował układ alejek sprzed wojny. Żydowski cmentarz został zniszczony przez nazistów (nie zachowały się na nim żadne nagrobki).
Współcześnie jest to popularne miejsce spacerowe. Znajduje się tutaj plac zabaw, drewniane rzeźby (owoce goleniowskich plenerów rzeźbiarskich) oraz pomnik pamięci ofiar II wojny światowej – kamień pamięci z tablicami w 5 językach (polskim, czeskim, niemieckim, hebrajskim i rosyjskim): "Pamięci wszystkich, którzy na zawsze spoczęli w ziemi goleniowskiej". Pomnik odsłonięty w 50. rocznicę zakończenia wojny.
W 2018 roku wraz z obchodami 750-lecia Goleniowa zmieniono nazwę parku (do tego czasu nosił nazwę „Park XXX-lecia Polski Ludowej”). Alejki w parku zyskały wówczas też oświetlenie.